# 中国广播影视
《中国广播影视》是国家新闻出版广电总局主管、中国广播电视出版社主办的一本广播电影电视杂志。此官方刊物创刊于1987年。為一半月刊，每月1日及15日發行，目前發行量約八萬冊。內容主要介紹及評論中國的廣播影視的節目、人物，提供廣播影視相關知識等。
2006年1月1日，《中国广播影视》的运营实体「北京中广传华影视文化咨询有限公司」正式推出《中廣影視網》（www.crftv.com）。